# Apristurus macrorhynchus
Espèce
Statut de conservation UICN

 DD  : Données insuffisantes
Répartition géographique
Apristurus macrorhynchus est une espèce de requins.